# Wilhelm Schmidt
Wilhelm Schmidt (16 de febrero de 1868-10 de febrero de 1954) fue un sacerdote católico germano-austríaco, lingüista y etnólogo. Presidió el IV Congreso Internacional de Ciencias Antropológicas y Etnológicas, celebrado en Viena en 1952.

## Biografía
Wilhelm Schmidt nació en Hörde, Alemania, en 1868. Ingresó en la Sociedad del Verbo Divino en 1890 y fue ordenado sacerdote católico en 1892. Estudió lingüística en las universidades de Berlín y Viena.
La principal pasión de Schmidt fue la lingüística. Dedicó muchos años al estudio de los idiomas de todo el mundo. Sus primeros trabajos se centraron en las lenguas mon-jemer del Sudeste Asiático, así como en las lenguas de Oceanía y Australia. Las conclusiones de estos estudios lo llevaron a formular la hipótesis de la existencia de un grupo lingüístico más amplio, las lenguas austricas, que incluiría el grupo de lenguas austronesias. Schmidt logró demostrar que las lenguas mon-jemer tienen conexiones internas con las lenguas de los Mares del Sur, lo que constituyó uno de los hallazgos más significativos en el campo de la lingüística.
Desde 1912 hasta su muerte en 1954, Schmidt publicó su obra en 12 volúmenes Der Ursprung der Gottesidee (El origen de la idea de Dios).
En ella, explicó su teoría del monoteísmo primitivo, según la cual la religión primitiva de casi todos los pueblos tribales comenzó con un concepto esencialmente monoteísta de un dios supremo, generalmente un dios celeste, benévolo y creador. Schmidt teorizó que los seres humanos creían en un Dios como Primera Causa de todas las cosas y Gobernante del Cielo y la Tierra antes de comenzar a adorar a múltiples dioses:
- "Schmidt sugirió que existió un monoteísmo primitivo antes de que hombres y mujeres comenzaran a adorar a varios dioses. Originalmente, reconocían solo una Deidad Suprema, quien había creado el mundo y gobernaba los asuntos humanos desde la distancia".[4]

En 1906, Schmidt fundó la revista Anthropos y, en 1931, el Instituto Anthropos, ambos aún en funcionamiento en la actualidad. En 1938, Schmidt y el Instituto huyeron de la Austria ocupada por los nazis y se establecieron en Friburgo, Suiza. Allí falleció en 1954.
Sus obras disponibles en inglés incluyen: The Origin and Growth of Religion: Facts and Theories (1931), High Gods in North America (1933), The Culture Historical Method of Ethnology (1939) y Primitive Revelation (1939).
Sobre Primitive Revelation, Eric J. Sharpe comentó: "Schmidt creía que los datos emergentes de la etnología histórica estaban fundamentalmente en concordancia con la revelación bíblica, un punto que enfatizó en Die Uroffenbarung als Anfang der Offenbarung Gottes (1913)... Una versión revisada y ampliada de esta monografía apologética fue publicada en inglés con el título Primitive Revelation (Sharpe 1939)".